# Topoisomeras IIα

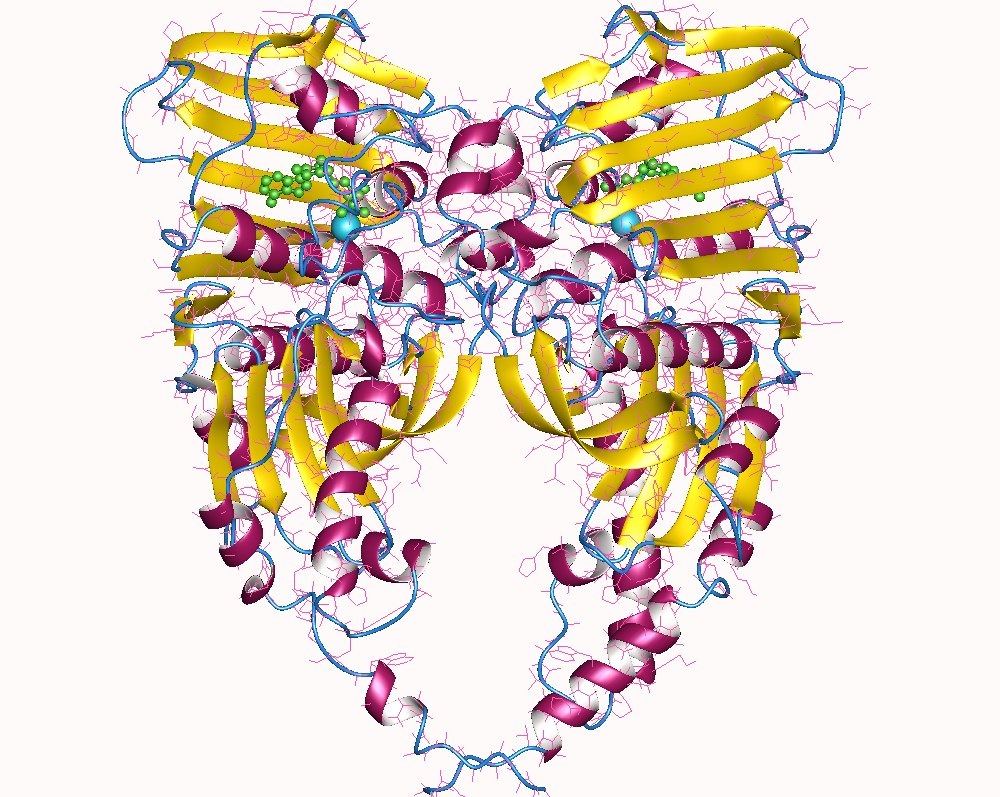
Topoisomeras IIα.

Topoisomeras IIα är ett enzym av typen topoisomeras typ II. Hos människor kodas topoisomeras IIα av genen TOP2A.